# Convoi no 13 du 10 octobre 1942
Le convoi du 10 octobre 1942 fut le treizième convoi de déportation à quitter le territoire belge en direction d'Auschwitz-Birkenau,. Il partit le même jour que le convoi XII et fit également halte en gare de Kosel où certains parmi les plus vaillants descendirent pour être affectés au travail obligatoire.
Le convoi XIII comportait 681 déportés (322 hommes et 359 femmes), dont 187 enfants de moins de seize ans.